# NGC 6918
NGC 6918 is een balkspiraalstelsel in het sterrenbeeld Indiaan. Het hemelobject werd op 1 juli 1834 ontdekt door de Britse astronoom John Herschel.

## Synoniemen
- ESO 234-40
- FAIR 345
- IRAS 20272-4738
- PGC 64851